# Rue Dauphine

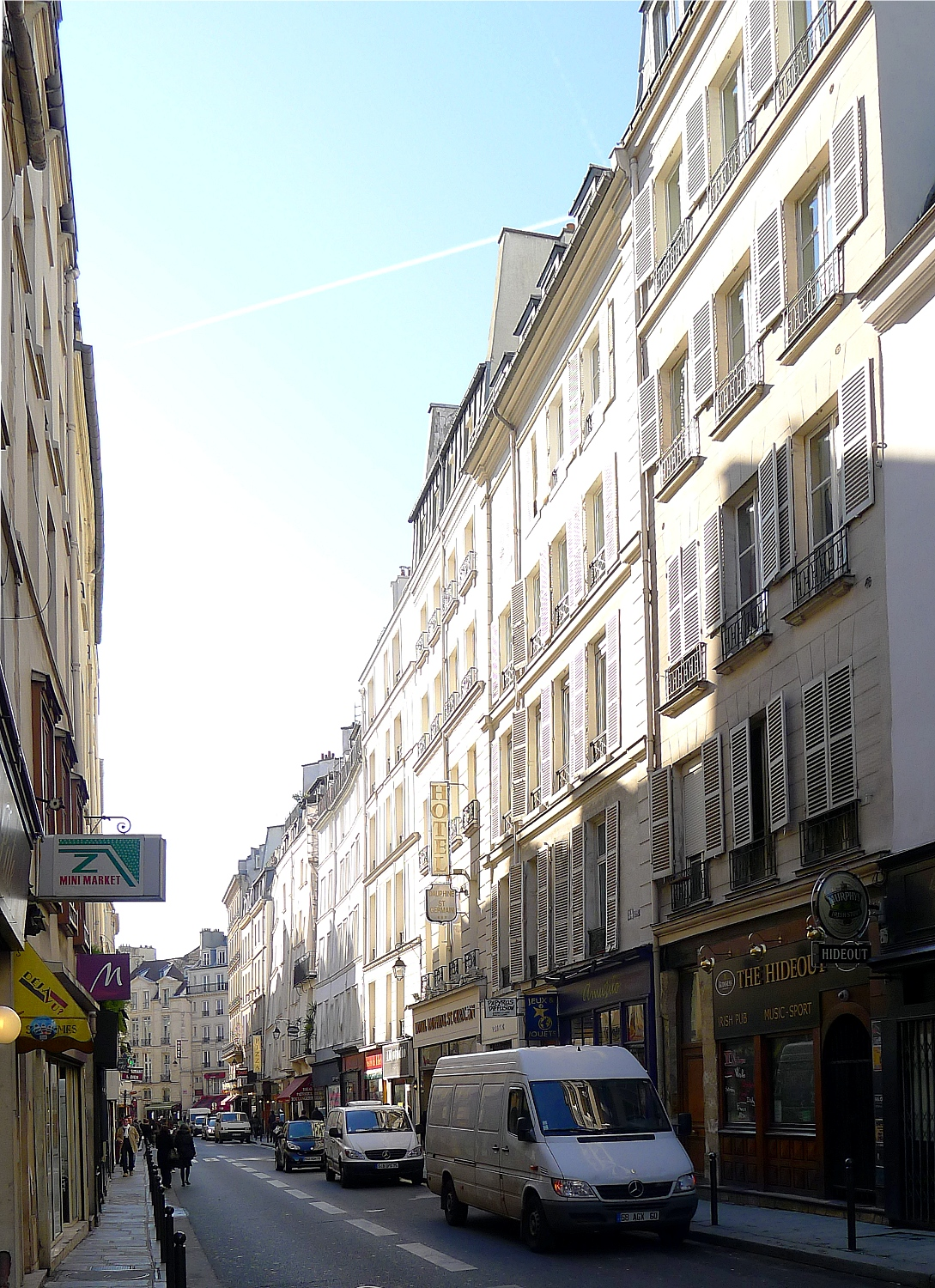
Calle Dauphine en la ciudad de París, Francia

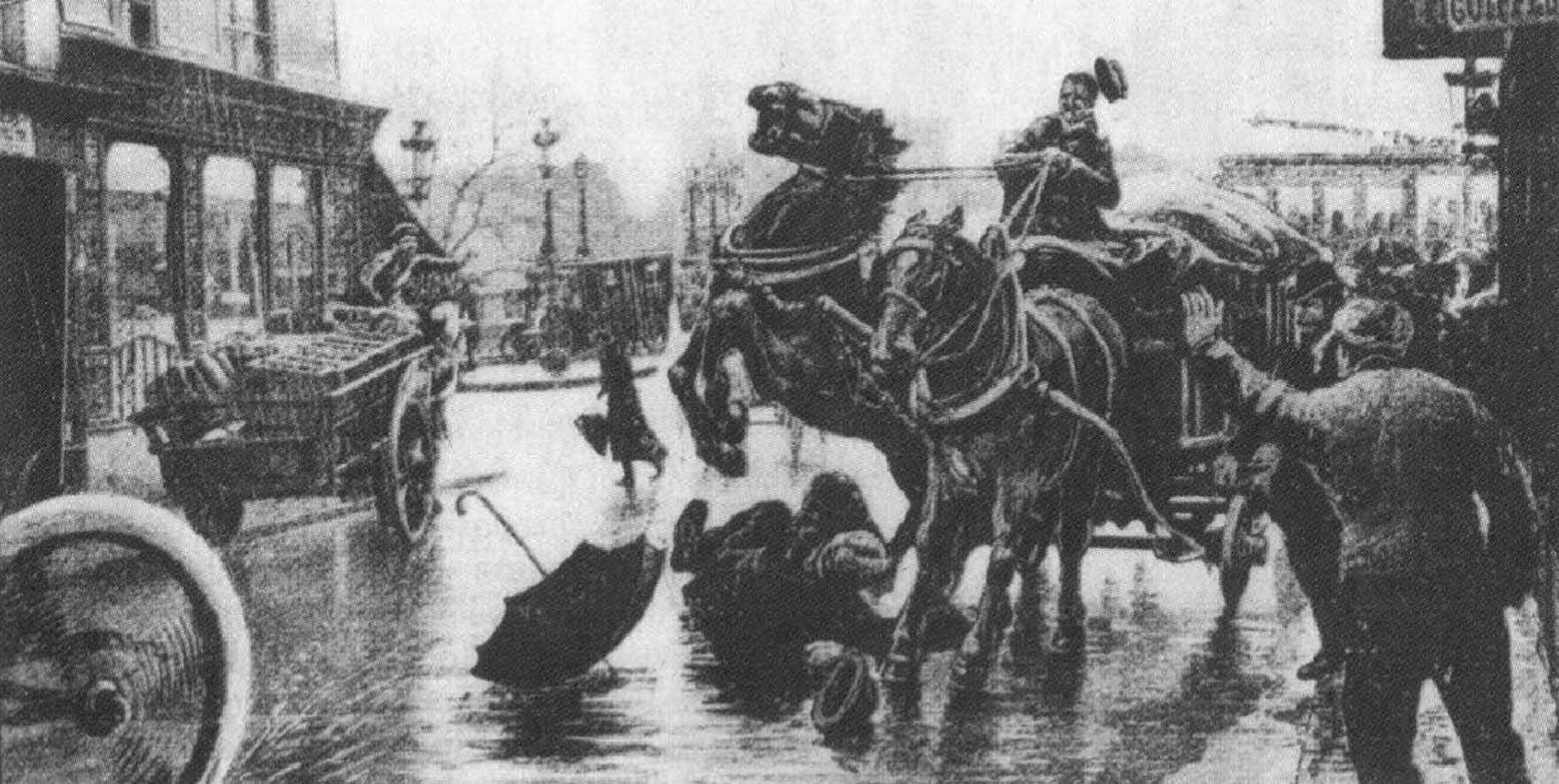
Grabado de la época que ilustra el accidente fatal de Pierre Curie en la calle Dauphine.

Rue Dauphine, es una calle en el barrio de Saint-Germain-des-Prés en el VI Distrito de París, Francia.
Fue nombrada así para distinguir al delfín, hijo de Henry IV de Francia, una vez que el rey hubo convencido en 1607 a los monjes agustinos de vender el terreno que se requería par dar a la Ciudad Luz esa pieza de infraestructura que abría un nuevo acceso público al río Sena, usando para ello los jardines del convento perteneciente a dicha orden religiosa, convento que existió hasta antes de la revolución francesa en 1789. El delfín al que se refiere la calle fue a la postre Luis XIII, también rey de Francia.
El Puente nuevo (Pont neuf) que se terminó de construir precisamente en 1607, cruza el río Sena frente a la calle Dauphine de manera que cuando esta se integró a las vialidades de la ciudad se prolongó la ruta del puente hacia la parte sur de la rive gauche.
El físico ganador del Premio Nobel, Pierre Curie, marido de Marie Skłodowska-Curie, fue atropellado por un transporte tirado por caballos en esta calle, el año de 1906. Murió a consecuencia del accidente.

## Acceso
Por la estación del Metro de París llamada Odeón. También por la estación Pont-Neuf de la línea (M) o 7, así como por las líneas del autobús urbano (RATP) números 24, 27, 58, 86 y 87.